# Sandy Müller
Sandy Müller (1977) è una cantante italiana naturalizzata brasiliana.

## Biografia
Figlia del chirurgo plastico brasiliano Carlos Gasperoni e di Cristiana Müller, il cui padre era Ambasciatore del Brasile, Sandy Müller pubblica il suo primo album nel 2005 per la Universo. L'album di debutto viene intitolato Sandy Müller e il disco viene anticipato dal singolo Não Tenho Pressa. Nel 2007, sempre per la Universo, viene pubblicato l'album Linha. Nel 2010, per la Odd Times Records, pubblica l'album Falsa Rosa.

## Discografia

### Album
- 2005 - Sandy Müller (Universo)
- 2007 - Linha (Universo)
- 2010 - Falsa Rosa (Odd Times Records)
- 2013 - Noel(Cozinheira Music)

### Singoli
- 2005 - Não Tenho Pressa (Universo)